# Diacònicon

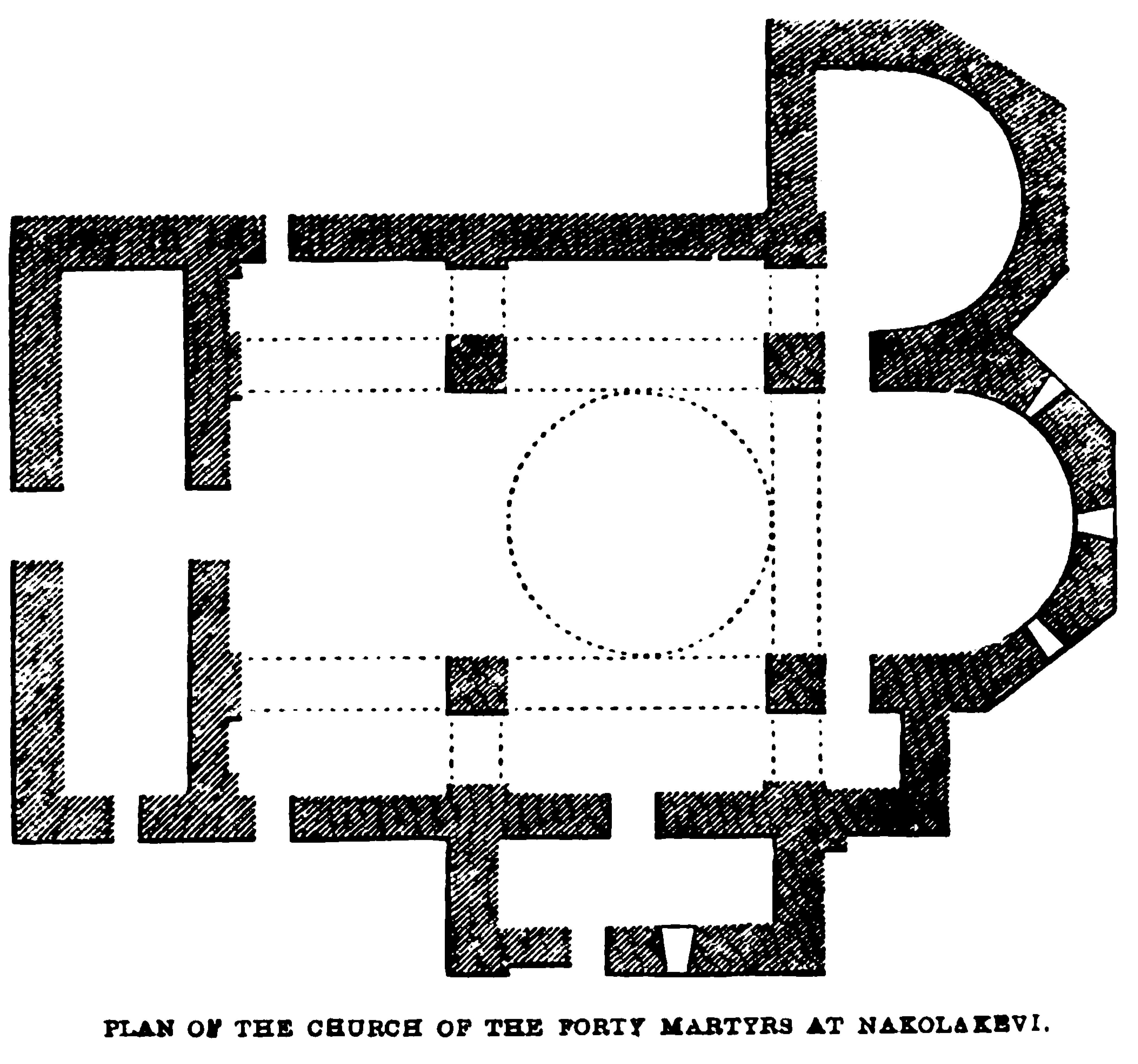
Petit diacònicon (a baix) al costat de l'absis de l'església dels Quaranta Màrtirs de Geòrgia

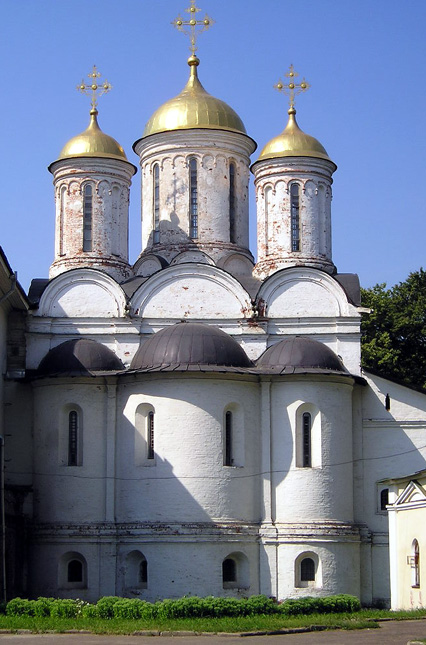
El triple absis d'una església ortodoxa. L'altar és a l'absis central més ample, el Prothesis al dret i el diacònicon a l'esquerra

El diacònicon (del grec medieval διαχονιχον, diakonikon) és, en les esglésies ortodoxes orientals i catòliques orientals, una cambra al costat sud de l'absis central, custodiada pel diaca, on es guarden ornaments, llibres, etc., que s'usen en els ritus. Els gots sagrats es guarden en la pròtesi, que és al costat nord del santuari, oposat al diacònicon.
Al diacònicon hi ha el thalassidion, una aigüera que desguassa en un lloc on els líquids com l'aigua usada per a rentar els objectes sagrats es poden abocar i on els clergues es renten les mans abans de la litúrgia. El diacònicon sols tenir armaris per emmagatzemar els ornaments de l'església (antependia). Ací també es manté el carbó reservat, i un lloc per escalfar el zeon (aigua bullent que s'aboca al calze abans de la comunió). Les tovalloles i altres objectes s'hi guarden també.
Només els bisbes i sacerdots poden asseure's al santuari; els diaques i escolanets poden asseure's al diacònicon quan no són necessaris en el servei. Com que el diacònicon és darrere la iconòstasi es considera un lloc sagrat, i només aquells que tenen un deure litúrgic poden entrar-hi.
Durant el regnat de Justí II (565–574), per un canvi en la litúrgia, el diacònicon i la pròtesi arribaren a situar-se en absis separats a l'extrem est del santuari. Abans d'aquest moment només n'hi havia un absis.
A les esglésies del centre de Síria de data una mica anterior, el diacònicon és rectangular; els absis laterals de Kalat-Seman s'hi afegiren més tard.
També se'n pot referir al llibre litúrgic que especifica les funcions del diaca.

## Vegeu
- Altar
- Sagristia